# أوليفر ماريا شميت

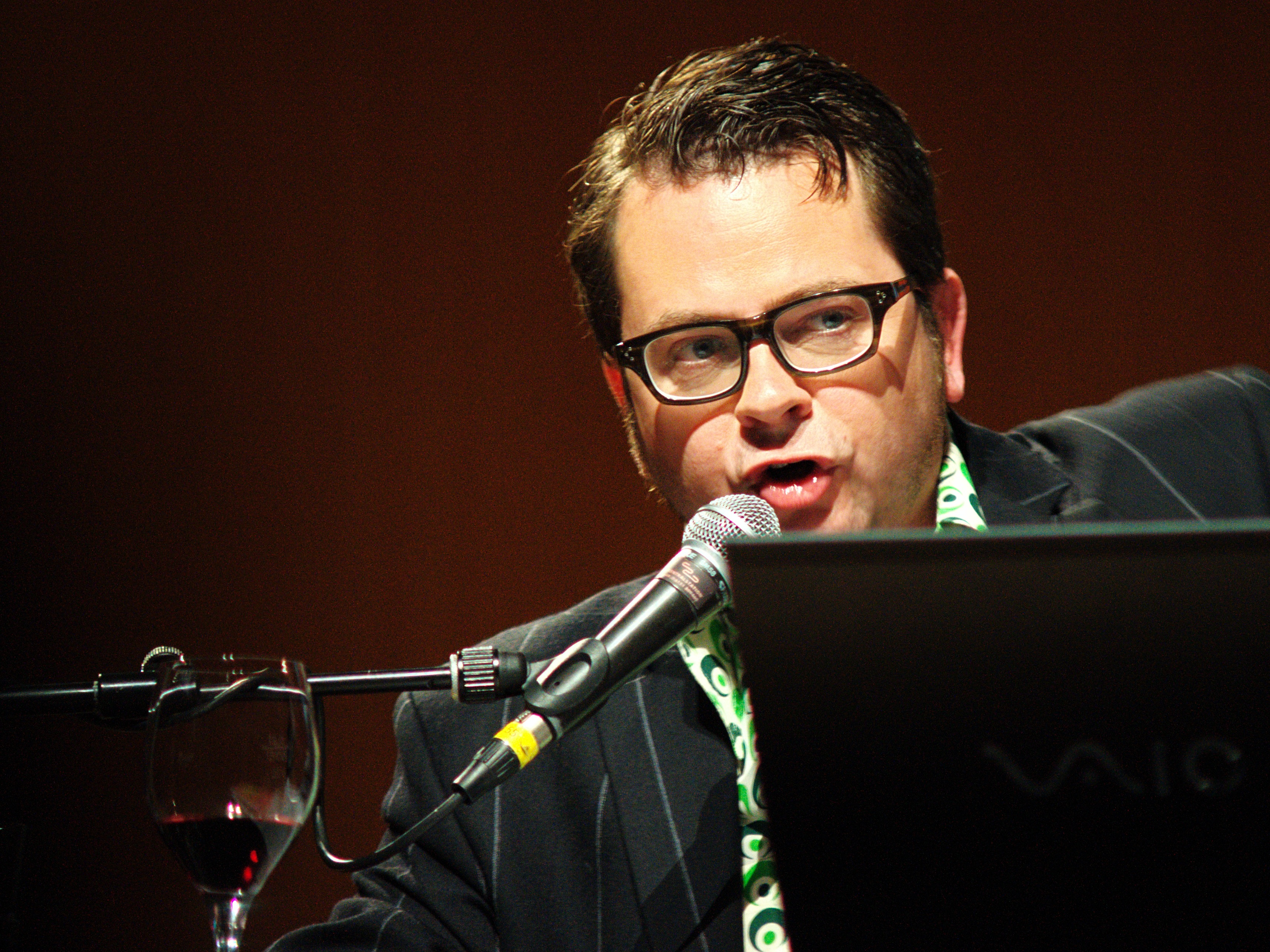
أوليفر ماريا شميت (2009).

أوليفر ماريا شميت Oliver Maria Schmitt (ولد في 27 أبريل 1966 في هايلبرون) هو أديب ألماني، تولى من عام 1995 إلى 2000 منصب رئيس تحرير المجلة الساخرة «تيتانيك» Titanic.
كان شميت من عام 1981 إلى 1987 مغنيا وعازف جيتار في فرقة البونك Tiefschlag في هايلبرون.
ترشح في عام 1988 كمرشح مستقل لعضوية البرلمان الإقليمي في بادن فورتمبرغ. وكذلك في عام 1991 لمنصب عمدة هايلبرون وحصل في كلا الانتخابين على 0٬2 % من الأصوات.
درس شميت علم البلاغة وتاريخ الفن في توبنغن وليدز.
أصدر بين عامي 1991 و1994 بالاشتراك مع كليمنس كيزر وبيرنت كاسباراك في توبنغن المجلة الأدبية Unser Huhn، وألف العديد من التمثيليات الإذاعية لإذاعة جنوب ألمانيا وإذاعة الجنوب الغربي.
تولى منصب رئيس تحرير المجلة الساخرة تيتانيك بين عامي 1995 و2000.
وهو ينشر بانتظام في عدة صحف ومجلات هي Titanic, Frankfurter Allgemeine Zeitung, Süddeutsche Zeitung, tageszeitung, konkret, Der Spiegel und Die Zeit. وهو يعيش حاليا في فرانكفورت على الماين.